# Zona metropolitana de Querétaro
La Zona Metropolitana de Querétaro (ZMQ), es un conjunto de poblaciones conurbanas y relacionadas por su cercanía a la población de Santiago de Querétaro, en el estado de Querétaro.
De acuerdo con el último conteo y delimitación oficial realizada en 2020 en conjunto por el INEGI, el CONAPO y la SEDESOL, es la octava zona metropolitana más poblada de México.

## Delimitación
| Clave | Municipio   | Población | Población | Población | Población | Crecimiento | Crecimiento | Crecimiento | Superficie |
| Clave | Municipio   | 2020      | 2010      | 2000      | 1990      | 2010-2020   | 2000-2010   | 1990-2000   | Superficie |
| ----- | ----------- | --------- | --------- | --------- | --------- | ----------- | ----------- | ----------- | ---------- |
| 22014 | Querétaro   | 1 049 777 | 801 940   | 641 386   | 456 458   | 30.9        | 25.0        | 40.5        | 682.7      |
| 22006 | Corregidora | 212 567   | 143 073   | 74 558    | 43 775    | 48.5        | 91.8        | 70.3        | 234.9      |
| 22011 | El Marqués  | 231 668   | 116 458   | 71 397    | 55 258    | 98.9        | 63.1        | 29.2        | 747.6      |
| 22008 | Huimilpan   | 36 808    | 35 554    | 29 140    | 24 106    | 3.5         | 22.0        | 20.8        | 388.1      |
| —     | ZMQ         | 1 530 820 | 1 097 025 | 816 481   | 579 597   | 39.5        | 34.3        | 40.8        | 2053.4     |

### Localidades integrantes de la zona
| - 22014 Querétaro - 0001 Santiago de Querétaro - 0032 Buena Vista - 0051 La Gotera - 0058 Juriquilla - 0069 Montenegro - 0075 Pie de Gallo - 0085 Puerto de Aguirre - 0092 El Salitre - 0101 San José el Alto - 0103 San Miguelito - 0105 San Pedro Mártir - 0107 Santa María Magdalena - 0108 Santa Rosa Jáuregui - 0110 La Solana - 0114 Tlacote el Bajo - 0236 Colinas de Santa Cruz | - 22006 Corregidora - 0001 El Pueblito - 0010 Colonia los Ángeles - 0017 La Negreta - 0019 Los Olvera - 0044 San José de los Olvera - 0142 Venceremos | - 22011 El Marqués - 0001 La Cañada - 0005 Amazcala - 0006 Atongo - 0017 General Lázaro Cárdenas (El Colorado) - 0026 Chichimequillas | - 22008 Huimilpan - 0001 Huimilpan - 0017 Santa Teresa - 0037 El Vegil - 0002 Pio XII - 0003 San Pedro |